# Tupai
Tupai – płaska wyspa koralowa (atol), położona na Oceanie Spokojnym, składająca się z rafy koralowej w kształcie pierścienia. Wyspa jest położona 19 km na północ od Bora-Bora, nie jest zamieszkana.
W północno-zachodniej części atolu znajduje się prywatne lotnisko.